# Света Троица (Вронду)
Вижте пояснителната страница за други значения на Света Троица.
„Света Троица“ (на гръцки: Αγίας Τριάδας) е средновековна православна църква край Вронду, Егейска Македония, Гърция, част от Китроската, Катеринска и Платамонска епархия.

## Местоположение
Църквата е разположена на 4 km над селото, на височина от 420 m, на изхода Вронденския пролом на река Порос от Олимп. Построена е на една скала над стръмен склон през ΧIV век.

## История
В храма има два стенопистини слоя - като по-късния е от XVII век.
Църквата се споменавана за първи път в 1597/1598 година и е разширена в 1758 година, според надпис над входната врата с годината 1758 и името на епископ Зосим (ζωcιΜ). В архитектурно отношение е еднокорабна църква. Първоначално е кръстообразна сграда, а в 1758 година е разширена на запад. Зидарията е от груби камъни, покривът е покрит с каменни плочи. В южната част ниска врата води до малък балкон, заобиколен от железен парапет. Оригиналната част е предимно запазена в първоначалното си състояние. Стените и куполът са изцяло изписани, главно с библейски мотиви, както и геометрични мотиви. На някои места горният слой мазилка липсва и се виждат старите стенописи, датиращи от XVI век. Горните стенописи, вероятно рисувани от македонски художници, са датирани около 1761 година по надпис, скрит под слой хоросан, с датата 23 август 1761 година, като дата на приключване на работата. Дървеният иконостас на места е украсен с дърворезба, част от него е изписана. В купола е изобразен Христос, заобиколен от своите ученици.